# Automolis rubicundula
Automolis rubicundula là một loài bướm đêm thuộc phân họ Arctiinae, họ Erebidae.